# Eddie Lacy
Eddie Darwin Lacy Jr. (* 2. Juni 1990 in Gretna, Louisiana) ist ein ehemaliger US-amerikanischer American-Football-Spieler auf der Position des Runningbacks, der für die Green Bay Packers und die Seattle Seahawks spielte.

## Frühes Leben
Eddie Lacy wurde am 2. Juni 1990 in Gretna, Louisiana, geboren. Nachdem das Haus seiner Eltern beim Hurrikan Katrina 2005 zerstört worden war, zogen seine Eltern mehrfach um und Lacy beendete seine High School schließlich in Geismar, Louisiana.

## Karriere

### College
Während er an der University of Alabama studierte, spielte Lacy für die Crimson Tide College Football.

### NFL
Er wurde im NFL Draft 2013 in der zweiten Runde von den Green Bay Packers ausgewählt. 

#### Green Bay Packers
Lacy wurde von Beginn an bei den Packers als Starter eingesetzt und erzielte im ersten Regular-Season-Spiel der Saison 2013 seinen ersten Touchdown. Im zweiten Saisonspiel, am 15. September 2013, erlitt er eine Gehirnerschütterung gegen die Washington Redskins und fiel mehrere Wochen aus. Am 6. Oktober kehrte er im Spiel gegen die Detroit Lions zurück. Nach der Saison wurde er mit dem NFL Rookie of the Year Award ausgezeichnet.

#### Seattle Seahawks
Nach Ablauf seines Vertrages mit den Packers unterschrieb Lacy am 14. März 2017 einen Einjahresvertrag bei den Seattle Seahawks, der ihm 5,55 Mio. US-Dollar einbrachte und 3 Mio. US-Dollar sicherte.